# 신이구 (타이베이시)

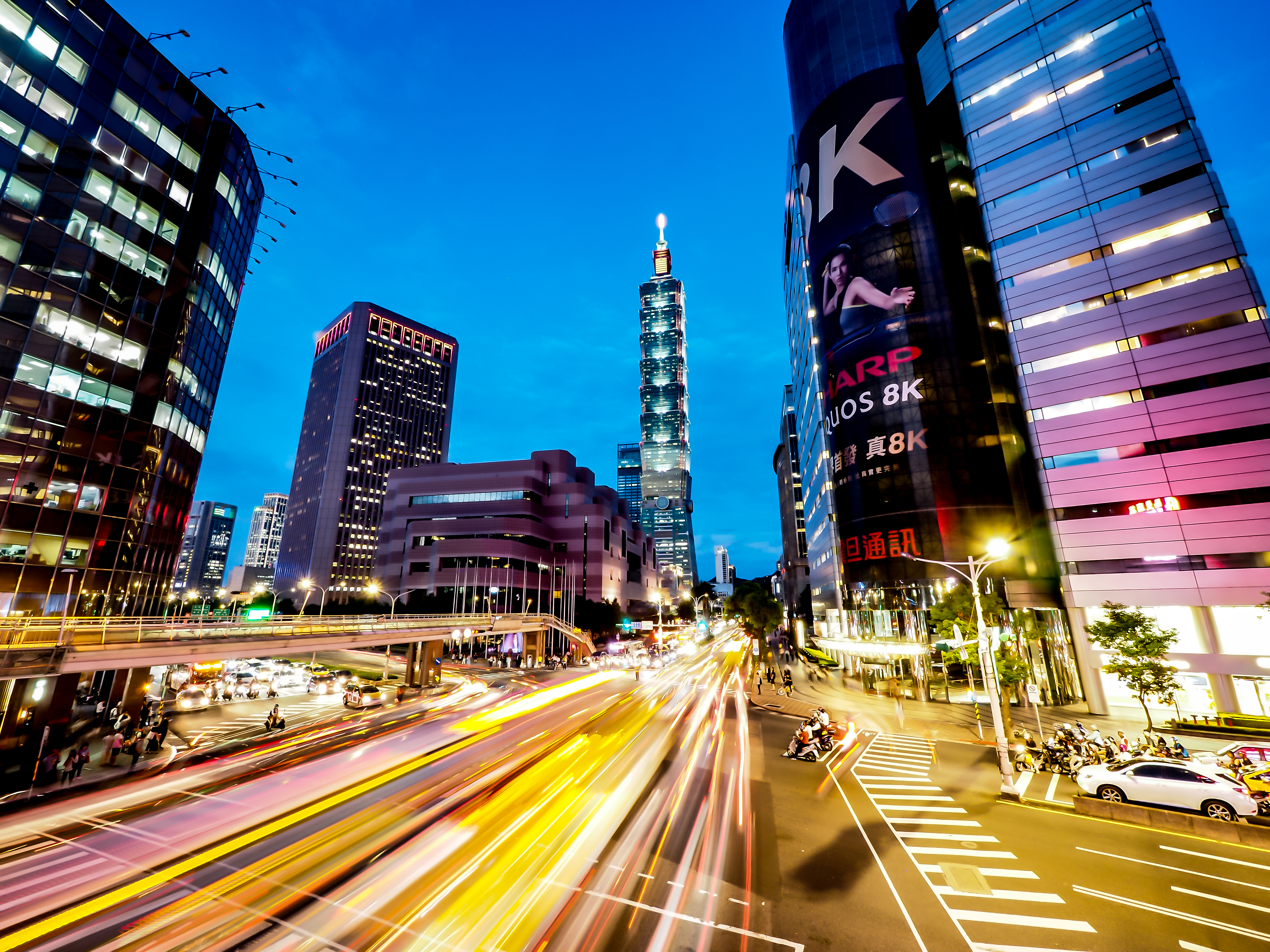
신이 구의 야경

신이 구의 위치

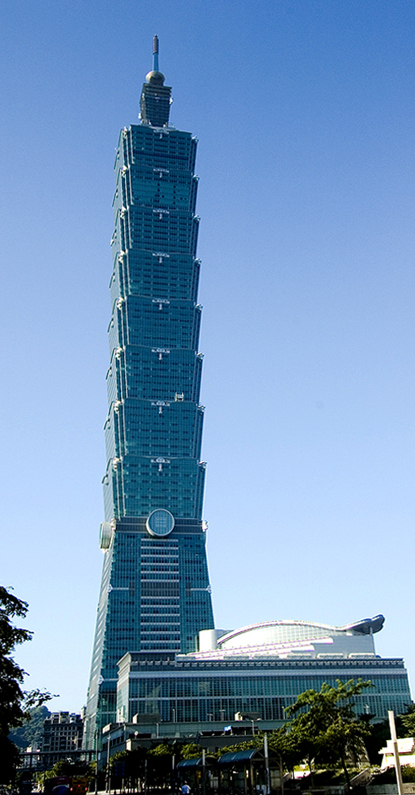
타이베이 101

신이구(중국어 정체자: 信義區, 병음: Xìnyì Qū, 한자음: 신의구)는 중화민국 타이베이시의 시할구이다. 넓이는 11.2077km2이고, 인구는 2015년 8월 기준으로 229,199명이다.

## 지리
신이 구는 타이베이 시의 중심으로부터 약간 남쪽에 위치하고 예부터 류궁쥔(瑠公圳)이라는 관개 설비가 완비되어 수자원을 바탕으로 농업이 발전하였으며, 상공업을 비롯한 경제발전이 실현되어 인구가 집중되었다. 최근에 정부는 신이 구에 대한 건설투자를 적극적으로 실시하여 부도심이 형성되었고 타이베이 세계무역센터를 비롯한 국제 도시로서 인프라 정비가 실시되고 있다.

## 역사
일본 제국의 타이완 통치 시기(대만일치시기)인 1920년부터 다이호쿠 주 시치세이 군 마쓰야마 장에 속했다. 1938년에 다이호쿠 시에 편입된다.
1990년에 쑹산 구의 남부가 신이 구로서 독립해 현재에 이른다.

## 하위 행정구역
- 싱야 리(興雅里)
- 싱룽 리(興隆里)
- 신런 리(新仁里)
- 둔허우 리(敦厚里)
- 시춘 리(西村里)
- 안캉 리(安康里)
- 정허 리(正和里)
- 중싱 리(中興里)
- 야샹 리(雅祥里)
- 광쥐 리(廣居里)
- 우취안 리(五全里)
- 우창 리(五常里)
- 스웨이 리(四維里)
- 스위 리(四育里)
- 류이 리(六藝里)
- 융지 리(永吉里)
- 융춘 리(永春里)
- 창춘 리(長春里)
- 푸타이 리(富臺里)
- 쑹광 리(松光里)
- 궈예 리(國業里)
- 쑹여우 리(松友里)
- 쑹룽 리(松隆里)
- 중포 리(中坡里)
- 중싱 리(中行里)
- 다다오 리(大道里)
- 다런 리(大仁里)
- 싼장 리(三張里)
- 싼리 리(三犁里)
- 류허 리(六合里)
- 타이허 리(泰和里)
- 징신 리(景新里)
- 후이안 리(惠安里)
- 징롄 리(景聯里)
- 솽허 리(雙和里)
- 징진 리(景勤里)
- 자싱 리(嘉興里)
- 리순 리(黎順里)
- 리핑 리(黎平里)
- 리중 리(黎忠里)
- 리안 리(黎安里)

## 교육
- 타이베이 의학대학

## 교통

### 철도
- 타이베이 첩운
  - 원후선
  - 반난선

## 관광
- 타이베이 101

## 같이 보기
- 타이베이시